# Långträsket (Arvidsjaurs socken, Lappland, 729224-167103)
Långträsket är en sjö i Arvidsjaurs kommun i Lappland och ingår i Åbyälvens huvudavrinningsområde. Sjön har en area på 0,292 kvadratkilometer och ligger 427 meter över havet. Sjön avvattnas av vattendraget Slipbäcken.

## Delavrinningsområde
Långträsket ingår i det delavrinningsområde (729083-167363) som SMHI kallar för Mynnar i Vuotnersjön. Medelhöjden är 411 meter över havet och ytan är 22,95 kvadratkilometer. Det finns inga avrinningsområden uppströms utan avrinningsområdet är högsta punkten. Slipbäcken som avvattnar avrinningsområdet har biflödesordning 2, vilket innebär att vattnet flödar genom totalt 2 vattendrag innan det når havet efter 139 kilometer. Avrinningsområdet består mestadels av skog (81 procent) och sankmarker (14 procent). Avrinningsområdet har 0,56 kvadratkilometer vattenytor vilket ger det en sjöprocent på 2,4 procent.